# Xã Marietta, Quận Saunders, Nebraska
Xã Marietta (tiếng Anh: Marietta Township) là một xã thuộc quận Saunders, tiểu bang Nebraska, Hoa Kỳ. Năm 2010, dân số của xã này là 843 người.